# Emlingen
Emlingen [ɛmliŋ(ɡ)ən]  est une commune française située dans la circonscription administrative du Haut-Rhin et, depuis le 1er janvier 2021, dans le territoire de la Collectivité européenne d'Alsace, en région Grand Est.
Cette commune se trouve dans la région historique et culturelle d'Alsace.

## Géographie

### Localisation
| Walheim     | Luemschwiller | Obermorschwiller |
|             | Emlingen      |                  |
| Wittersdorf |               | Tagsdorf         |

### Hydrographie
La commune est dans le bassin versant du Rhin au sein du bassin Rhin-Meuse. Elle est drainée par le Thalbach et le Wahlbach,,.
Le Thalbach, d'une longueur de 21 km, prend sa source dans la commune de Folgensbourg et se jette  dans l'Ill à Walheim, après avoir traversé 15 communes. Les caractéristiques hydrologiques du Thalbach sont données par la station hydrologique située sur la commune de Wittersdorf. Le débit moyen mensuel est de 0,566 m3/s. Le débit moyen journalier maximum est de 19 m3/s, atteint lors de la crue du 31 mai 1995. Le débit instantané maximal est quant à lui de 24,1 m3/s, atteint le 25 mai 1983.

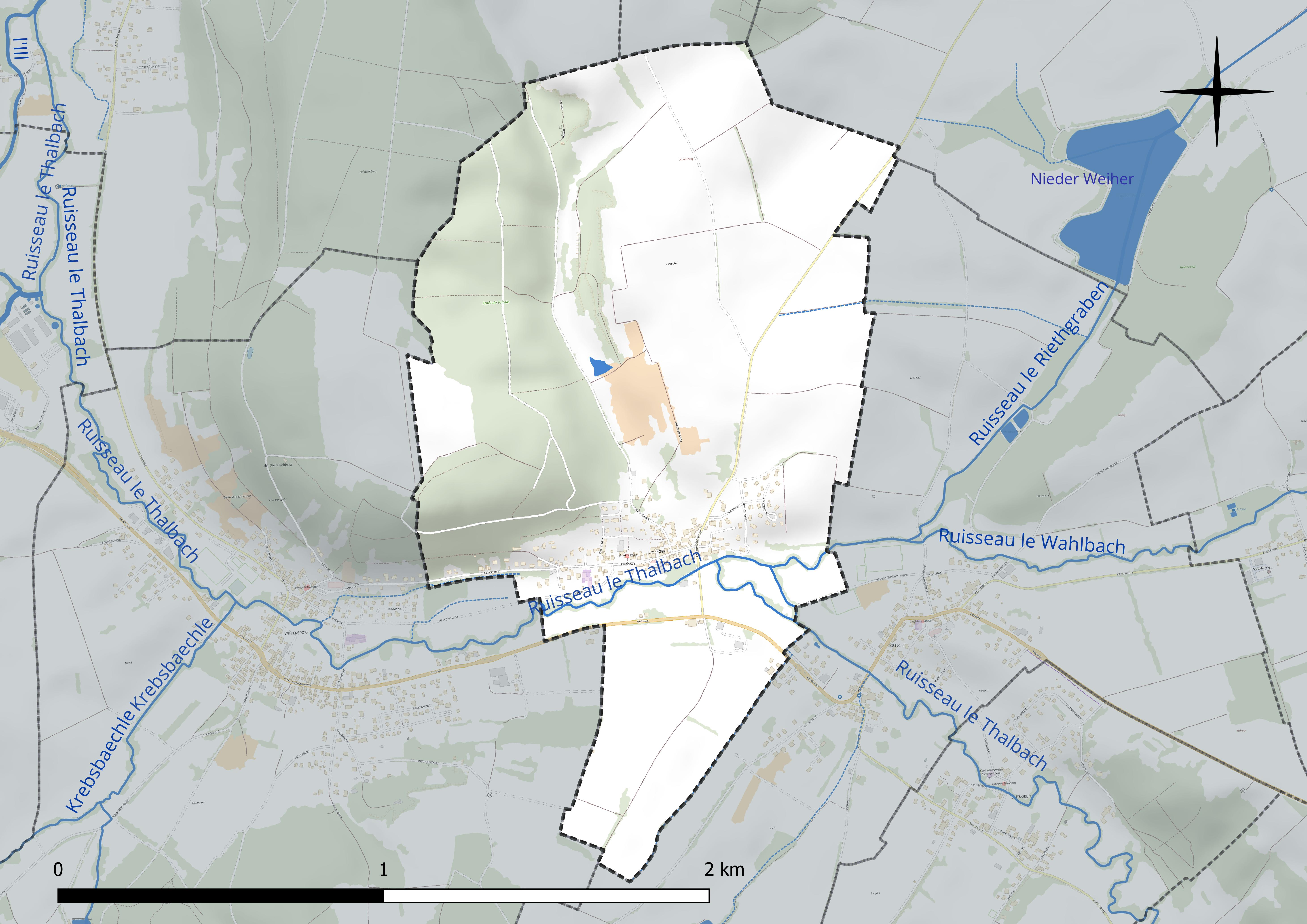
Réseau hydrographique d'Emlingen.

### Climat
Pour des articles plus généraux, voir Climat du Grand Est et Climat du Haut-Rhin.
En 2010, le climat de la commune est de type climat des marges montargnardes, selon une étude du Centre national de la recherche scientifique s'appuyant sur une série de données couvrant la période 1971-2000. En 2020, Météo-France publie une typologie des climats de la France métropolitaine dans laquelle la commune est exposée à un climat semi-continental et est dans la région climatique  Vosges, caractérisée par une pluviométrie très élevée (1 500 à 2 000 mm/an) en toutes saisons et un hiver rude (moins de 1 °C). 
Pour la période 1971-2000, la température annuelle moyenne est de 10,1 °C, avec une amplitude thermique annuelle de 17,8 °C. Le cumul annuel moyen de précipitations est de 844 mm, avec 9,5 jours de précipitations en janvier et 9,7 jours en juillet. Pour la période 1991-2020, la température moyenne annuelle observée sur la station météorologique de Météo-France la plus proche, « Carspach », sur la commune de Carspach à 6 km à vol d'oiseau, est de 11,0 °C et le cumul annuel moyen de précipitations est de 827,7 mm. 
La température maximale relevée sur cette station est de 38,1 °C, atteinte le 4 août 2022 ; la température minimale est de −17,7 °C, atteinte le 5 février 2012,,. 
Les paramètres climatiques de la commune ont été estimés pour le milieu du siècle (2041-2070) selon différents scénarios d'émission de gaz à effet de serre à partir des nouvelles projections climatiques de référence DRIAS-2020. Ils sont consultables sur un site dédié publié par Météo-France en novembre 2022.

## Urbanisme

### Typologie
Au 1er janvier 2024, Emlingen est catégorisée commune rurale à habitat dispersé, selon la nouvelle grille communale de densité à sept niveaux définie par l'Insee en 2022.
Elle est située hors unité urbaine. Par ailleurs la commune fait partie de l'aire d'attraction de Bâle - Saint-Louis (partie française), dont elle est une commune de la couronne,. Cette aire, qui regroupe 94 communes, est catégorisée dans les aires de 200 000 à moins de 700 000 habitants,.

### Occupation des sols
L'occupation des sols de la commune, telle qu'elle ressort de la base de données européenne d’occupation biophysique des sols Corine Land Cover (CLC), est marquée par l'importance des territoires agricoles (73,5 % en 2018), une proportion identique à celle de 1990 (73,5 %). La répartition détaillée en 2018 est la suivante : 
terres arables (51,4 %), forêts (26,5 %), zones agricoles hétérogènes (13,3 %), cultures permanentes (8,8 %). L'évolution de l’occupation des sols de la commune et de ses infrastructures peut être observée sur les différentes représentations cartographiques du territoire : la carte de Cassini (XVIIIe siècle), la carte d'état-major (1820-1866) et les cartes ou photos aériennes de l'IGN pour la période actuelle (1950 à aujourd'hui).

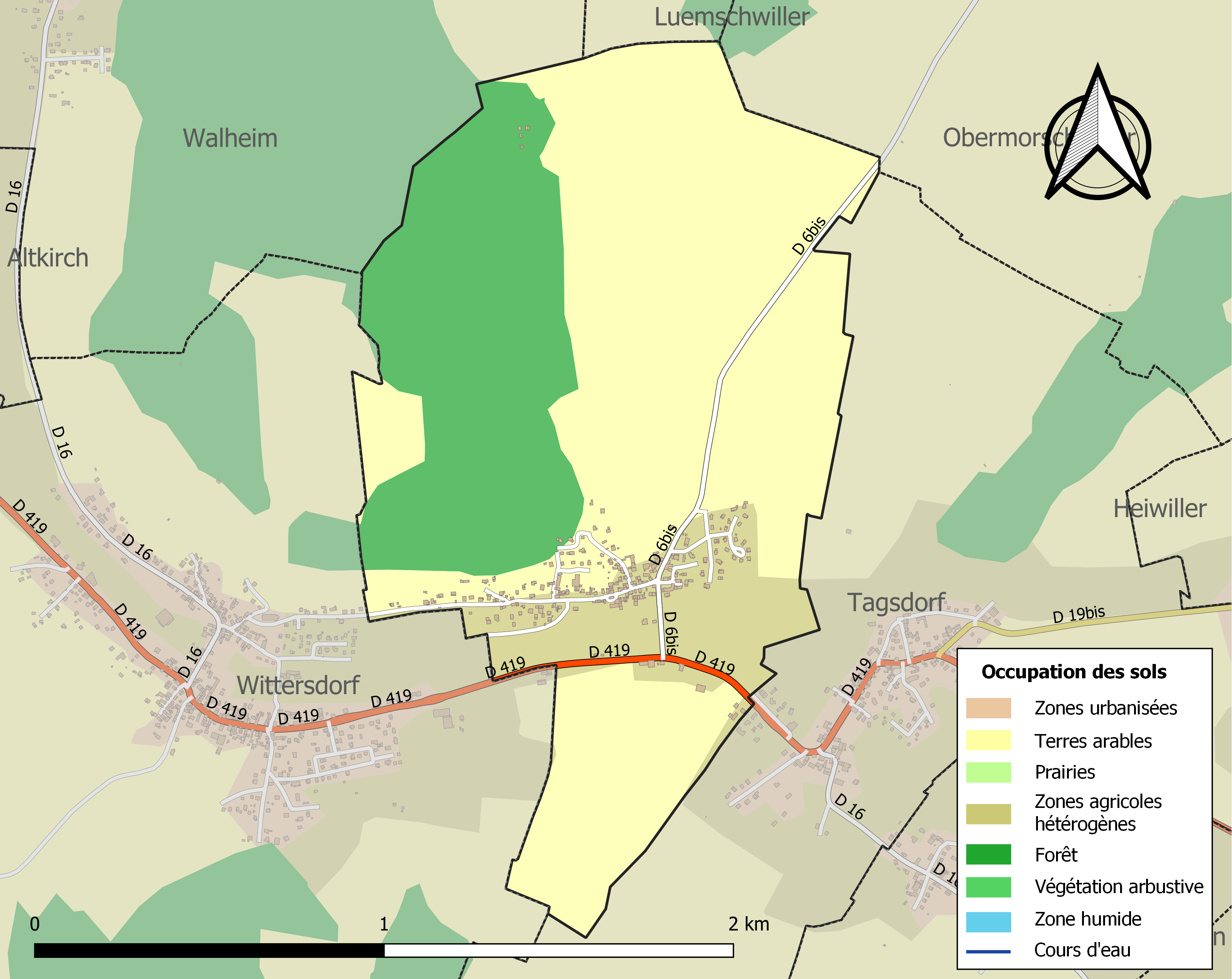
Carte des infrastructures et de l'occupation des sols de la commune en 2018 (CLC).

## Toponymie
Le toponyme se compose du nom germanique Emilio et de la terminaison ingen, ce qui suggère que le village a été fondé dans le cadre de la conquête et colonisation des Francs. La découverte de tombes de Mérovingiens soutient cette hypothèse.

## Histoire

### Les origines
Le village est mentionné pour la première fois en 1304. On raconte que le nom du village viendrait d'un tilleul Linde en haut alémanique Linga. Mais on disait autrefois Emilingen (1394), ce qui indique un nom de personne pourvu d'une désinence. D'après cette dernière, qui caractérise la plus ancienne couche toponymique germanique, le nom remonterait à l'époque alémanique (Ve siècle).
Certains spécialistes[Qui ?] pensent même qu'il ne s'agit ici que d'une adaptation par les Alamans d'un terme plus ancien encore, d'un Aemiliacum gallo-romain. Cette thèse n'est pas prouvée, mais s'accorde avec les données archéologiques : c'est à Emlingen que se situait le point d'éclatement de la grande chaussée romaine venant de Besançon.
Une branche continuait vers Kembs, l'autre menait vers Rixheim et la troisième vers Hégenheim. Ce carrefour devait se situer très exactement à l'extrémité sud des terres qu'Emlingen a conservé au-delà du Thalbach, et la limite orientale de cette section coïncide encore largement avec le début de l'itinéraire de Kembs. On y trouve aussi à côté des Fichten, le lieu-dit Kalti Herberg, un souvenir d'une ancienne auberge.
Tout porte donc à croire que le village d'Emlingen, comme celui aujourd'hui disparu de Dennach près de Schwoben, avait un finage plus grand et a dû céder une partie de ses terres au profit des villages plus récents de Tagsdorf et de Wittersdorf, par lesquels les Francs, au VIIe siècle, sont venus surveiller cet endroit stratégique.

### Un vieux pèlerinage
Le couvent de Saint-Morand y possédait une cour colongère. Les droits des ressortissants de cette grande propriété ont été fixés par écrit entre 1420 et 1541, et complétés dès 1458.
L'historien Büttner, dans un ouvrage sur ces constitutions, a fait l'analyse de ces documents, car ils représentent des analogies remarquables avec ceux d'autres localités sundgoviennes, comme Grentzingen, Berentzwiller, Buethwiller ou Spechbach-le-Haut. Il existe pour Emlingen des registres inventoriant les biens des Clarisses de Bâle, l'un de 1598, l'autre de 1738. Et surtout, il y avait l'ancien pèlerinage de la Vierge des 7 Douleurs, qui se situait autrefois sur la route, de l'autre côté de la vallée, mais qui a été transféré dans le village en 1759.
En 1777, il est rappelé qu'il est interdit d'y célébrer des offices sans l'autorisation du curé de Wittersdorf, de qui elle dépendait. Deux statues représentant, l'une sainte Odile, l'autre saint Fridolin. Différents auteurs indiquant que la Kalti Herberg servait de refuge aux pèlerins, mais sa situation à l'emplacement même du carrefour romain rend  probable une origine bien plus ancienne.

### Carrières et fours à chaux
Emlingen aujourd'hui est un village essentiellement agricole à petite culture. En 1900, sur 185 hectares « utiles », il n'y avait que 3 hectares de vignes, 17 hectares de prés et 46 hectares de forêts. Les vignes et les forêts se situaient sur les versants calcaires, au sol mince et aux pentes très fortes, qui mènent du Thalbach (280 m) au Berg de Walheim (380 m), et sur lesquelles par l'exposition vers le midi, les chênes seraient de belle venue.
À l'abri de cette « montagne » et dans un angle mort des courants atmosphériques, Emlingen a moins de pluies, d'orages et de grêle que Heiwiller ou Jettingen.
Une particularité est l'exploitation du sous-sol, forme de calcaire gréseux du Sannoisien supérieur, étage de l'Oligocène, du début de l'ère tertiaire. Sur une carte géologique, le vallon d'Emlingen présente une demi-douzaine de carrières, dont l'une, à 1,5 kilomètre au nord du village, a été sommairement décrite par Delbos et Koechlin.
Sur une épaisseur de 8 mètres, on trouve divers bancs de pierre à chaux et de pierre à moellons. Les calcaires d'eau douce passent latéralement à des grès très fins, et une sablière donnait, il y a cent ans déjà, du sable blanc de bonne qualité. Mais, de même que le centre de communications se déplaçait, sous la direction des comtes de Ferrette, vers l'ouest à Altkirch, les vieux fours à chaux d'Emlingen s'éteignaient cependant que la grande usine de ciments s'installait, également près d'Altkirch.
Emlingen, qui avait 307 habitants en 1841, n'en dénombrait plus que 173 en 1926, mais depuis l'on note une très légère reprise. Parmi les noms de famille revenant souvent on retiendra les Delunsch, les Figenwald, les Biechlin, les Ochsenbein, les Rietsch, les Zimmermann. En 1961, on comptait 215 habitants dont 3 octogénaires, 10 septuagénaires, mais aussi 48 enfants.
De 1957 à 1961, l'effectif scolaire fut à son maximum, mais semble se stabiliser. La classe unique était « bourrée » et c'est ainsi qu'en 1959, le conseil municipal fut amené à construire une nouvelle école pour abriter une 2e classe, la classe enfantine.
En 2020, le village a de nouveau dépassé les 300 habitants. L'école a été regroupée avec celles de Tagsdorf et d'Obermorschwiller en 1979, se spécialisant sur les classes maternelles et primaires. Vers 2015, nouveau regroupement avec l'école de Wittersdorf en plus: il ne reste plus que les maternelles à Emlingen. Selon les années, les autres classes sont regroupées par niveau sur Wittersdorf, Obermorschwiller et Tagsdorf. Un projet d'école unique a été abandonné entretemps, notamment à cause de son coût.
L'ancien logement de l'instituteur a été transformé en périscolaire, géré par la Comcom du Sundgau.

### Libération en 1944
Emlingen a été libéré par le 2ème Cuirassier de la 1e DB le 20 novembre 1944. On peut retrouver le déroulement dans son journal de marche du 2ème Cuirassier

## Politique et administration

### Découpage territorial
La commune d'Emlingen est membre de la communauté de communes Sundgau, un établissement public de coopération intercommunale (EPCI) à fiscalité propre créé le 15 juin 2016 dont le siège est à Altkirch. Ce dernier est par ailleurs membre d'autres groupements intercommunaux.
Sur le plan administratif, elle est rattachée à l'arrondissement d'Altkirch, à la circonscription administrative de l'État du Haut-Rhin, en tant que circonscription administrative de l'État, et à la région Grand Est. 
Sur le plan électoral, elle dépendait jusqu'en 2020 du  canton d'Altkirch pour l'élection des conseillers départementaux au sein du conseil départemental du Haut-Rhin. Depuis le 1er janvier 2021, elle dépend du même canton pour l'élection des conseillers d'Alsace au sein de la collectivité européenne d'Alsace.

### Lieux et monuments

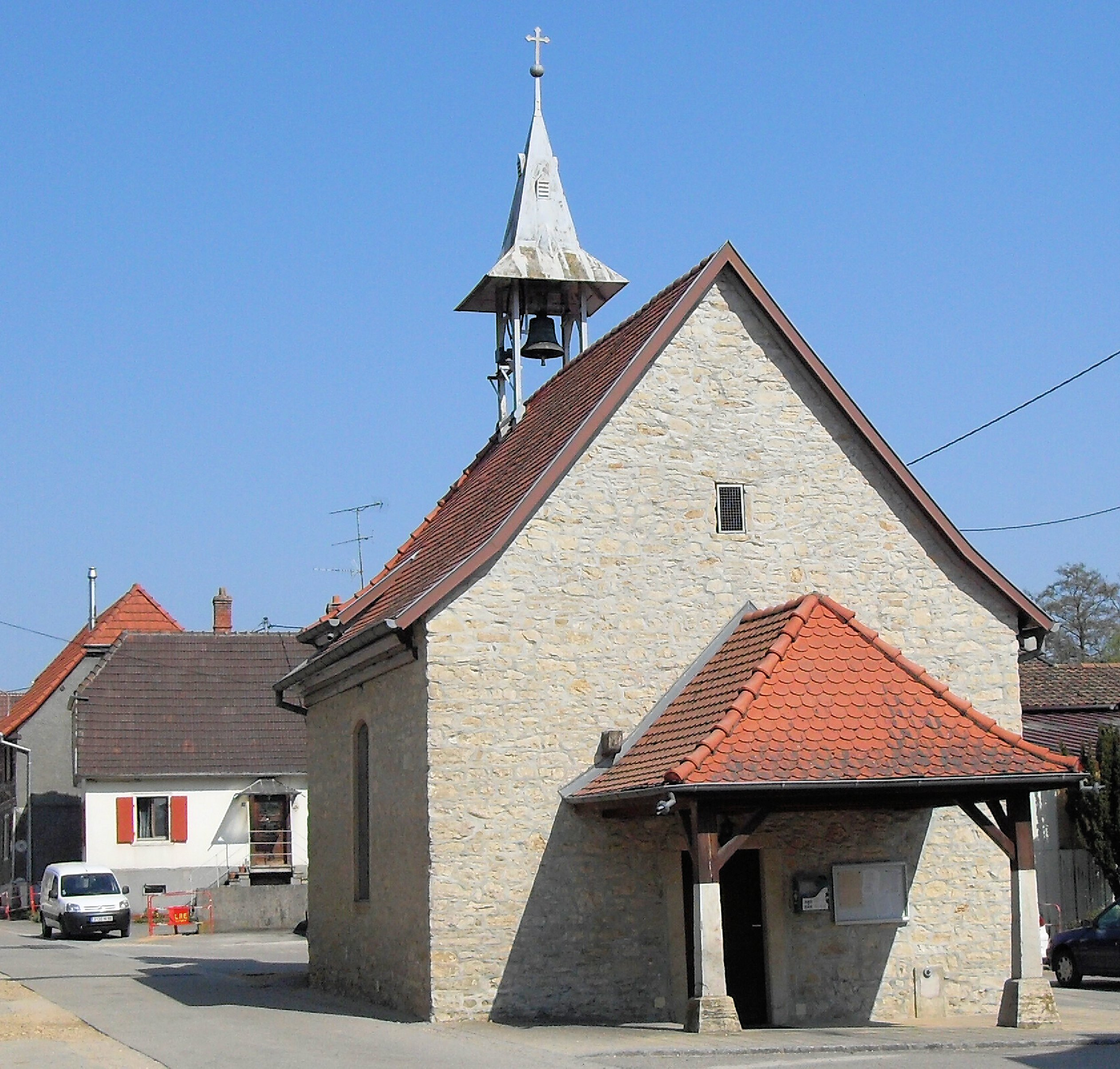
La chapelle Sainte-Odile.

### Chronologie des maires
| Période                                  | Période     | Identité          | Étiquette | Qualité                                         |
| ---------------------------------------- | ----------- | ----------------- | --------- | ----------------------------------------------- |
| 1935                                     | 1941        | Henri Widolff     |           |                                                 |
| 1944                                     | 1945        | Henri Widolff     |           |                                                 |
| 1945                                     | 1959        | Aloyse Ochsenbein |           |                                                 |
| 1959                                     | 1977        | Antoine Baumann   |           | Agriculteur                                     |
| 1977                                     | mars 2014   | Raymond Meyer     |           | Cadre bancaire                                  |
| mars 2014                                | 18 mai 2020 | Régis Ochsenbein  |           | Directeur Général Adjoint Ressources - Mulhouse |
| 18 mai 2020                              | En cours    | Isabelle Steffan  |           | Professeur des écoles                           |
| Les données manquantes sont à compléter. |             |                   |           |                                                 |

## Population et société

### Démographie
L'évolution du nombre d'habitants est connue à travers les recensements de la population effectués dans la commune depuis 1793. Pour les communes de moins de 10 000 habitants, une enquête de recensement portant sur toute la population est réalisée tous les cinq ans, les populations de référence des années intermédiaires étant quant à elles estimées par interpolation ou extrapolation. Pour la commune, le premier recensement exhaustif entrant dans le cadre du nouveau dispositif a été réalisé en 2004.

En 2022, la commune comptait 313 habitants, en évolution de +11,79 % par rapport à 2016 (Haut-Rhin : +0,66 %, France hors Mayotte : +2,11 %).
| 1793 | 1800 | 1806 | 1821 | 1831 | 1836 | 1841 | 1846 | 1851 |
| ---- | ---- | ---- | ---- | ---- | ---- | ---- | ---- | ---- |
| 163  | 189  | 201  | 217  | 236  | 275  | 307  | 334  | 321  |

| 1856 | 1861 | 1866 | 1871 | 1875 | 1880 | 1885 | 1890 | 1895 |
| ---- | ---- | ---- | ---- | ---- | ---- | ---- | ---- | ---- |
| 292  | 288  | 288  | 302  | 289  | 287  | 254  | 249  | 200  |

| 1900 | 1905 | 1910 | 1921 | 1926 | 1931 | 1936 | 1946 | 1954 |
| ---- | ---- | ---- | ---- | ---- | ---- | ---- | ---- | ---- |
| 193  | 196  | 201  | 173  | 177  | 174  | 174  | 207  | 217  |

| 1962 | 1968 | 1975 | 1982 | 1990 | 1999 | 2004 | 2006 | 2009 |
| ---- | ---- | ---- | ---- | ---- | ---- | ---- | ---- | ---- |
| 196  | 178  | 177  | 171  | 227  | 270  | 241  | 228  | 267  |

| 2014 | 2019 | 2022 | - | - | - | - | - | - |
| ---- | ---- | ---- | - | - | - | - | - | - |
| 278  | 302  | 313  | - | - | - | - | - | - |

## Culture locale et patrimoine

### Personnalités liées à la commune
- André Emlinger

### Héraldique
| Blason d'Emlingen | Les armes d'Emlingen se blasonnent ainsi : « De sinople au four à chaux d'argent sommé d'une fumée de même, dirigée vers le dextre du chef. » |